# Грау (Нідерланди)
Грау (нід. Grouw, фриз. Grou) — село в нідерландській провінції Фрисландія. Входить до муніципалітету Леуварден. Його населення станом на 2017 рік складало 5655 осіб.

## Галерея

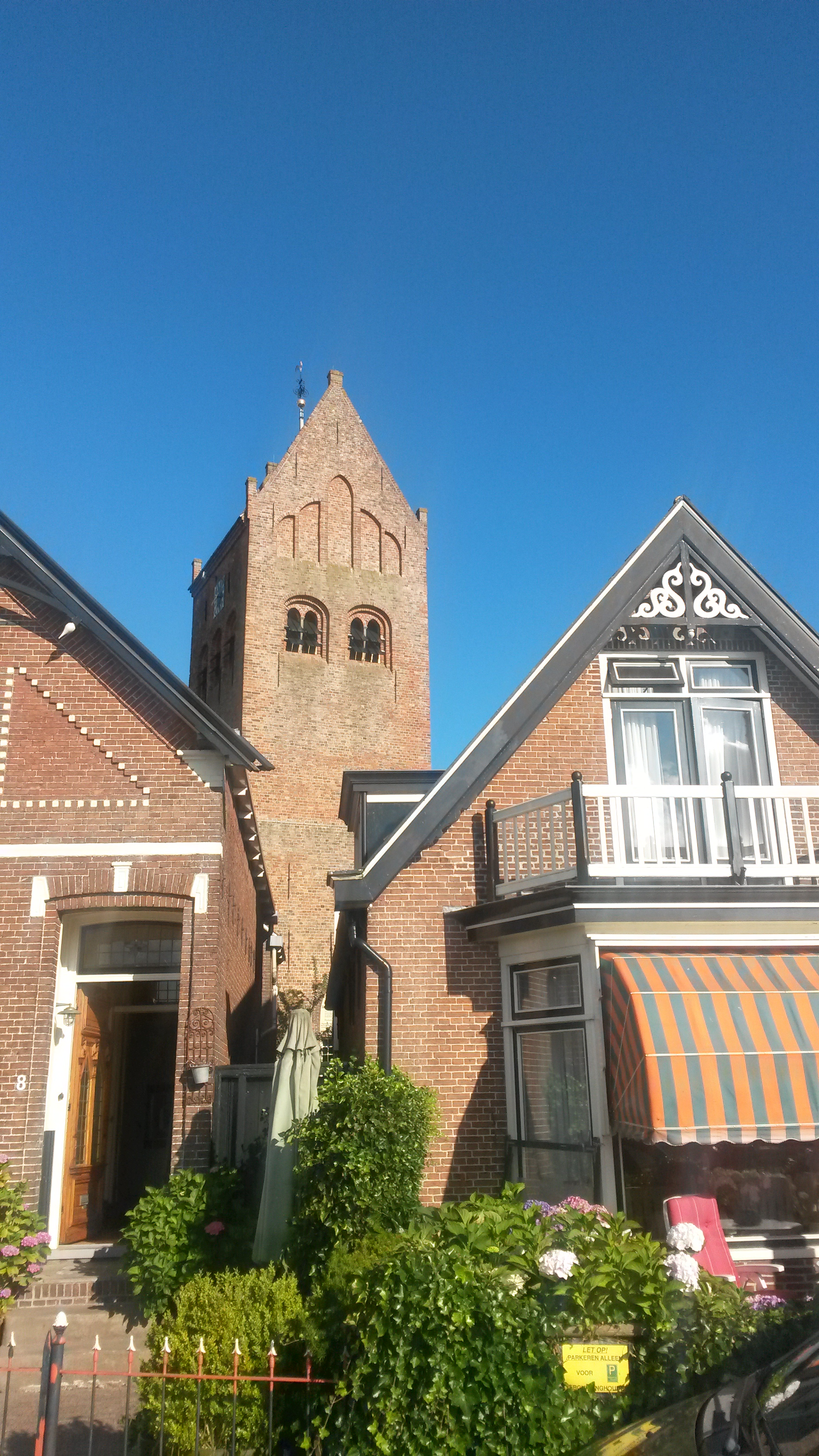
Сільська забудова і церква св. Петра
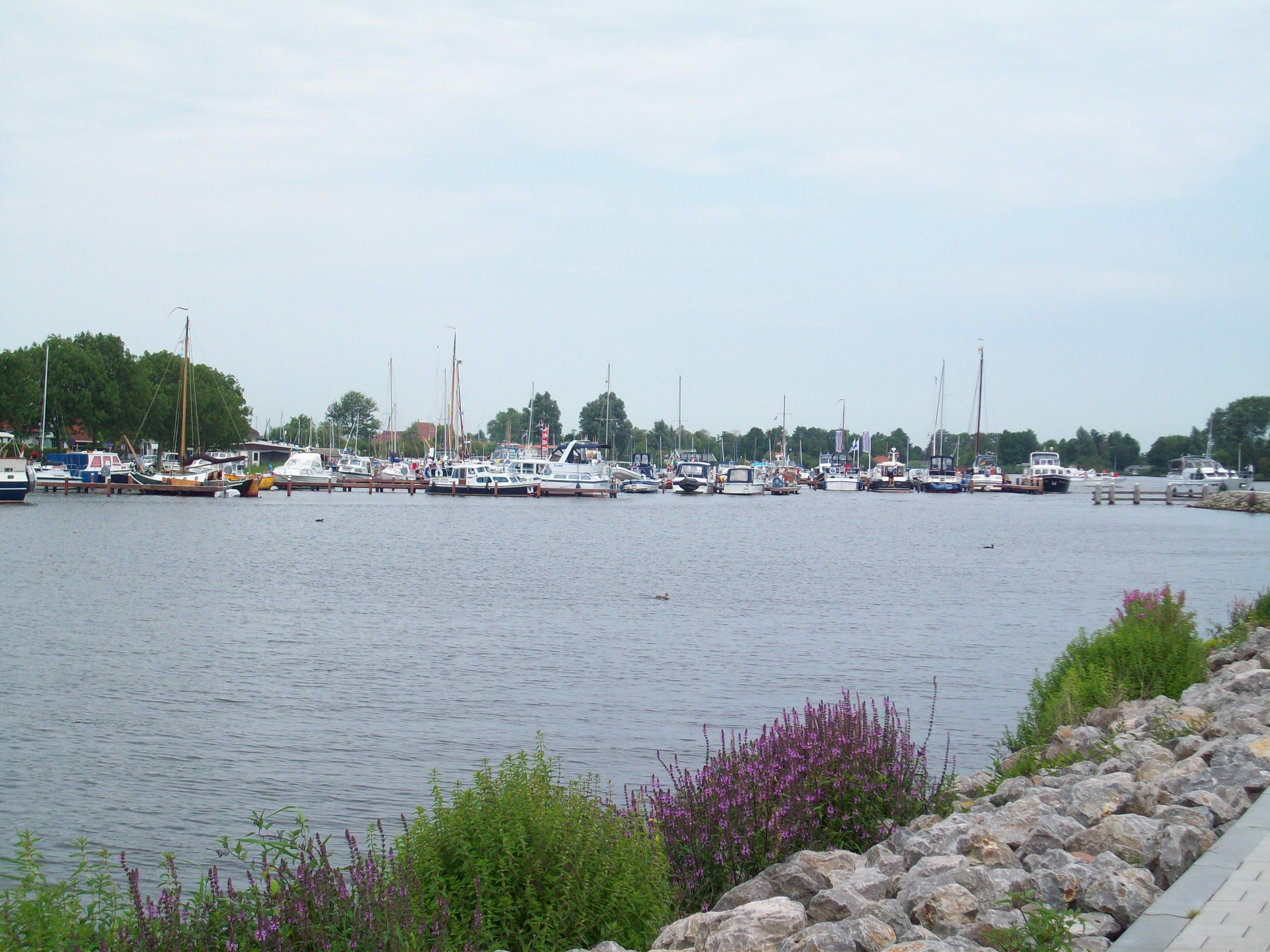
Гавань Грау
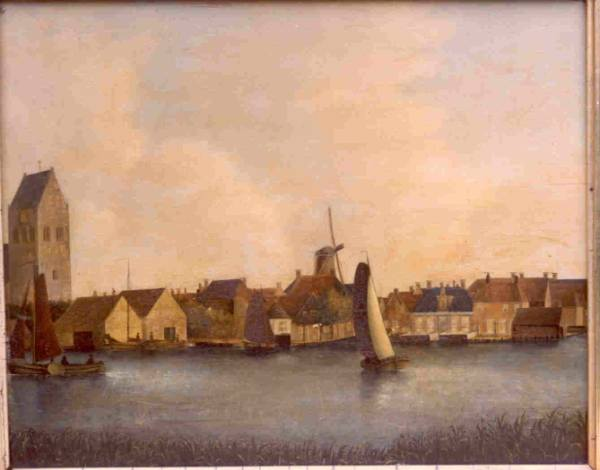
Набережна Грау у 1850